# Mahamed Davudovics Ariphadzsijev
Mahamed Davudovics Ariphadzsijev (belaruszul: Магамед Давудовiч Арыпгаджыеў; Kaszpijszk, Dagesztán, Oroszországi SZSZSZK; 1977. szeptember 23. –) azeri származású fehérorosz ökölvívó. Beceneve: Mahamed Ali.

## Amatőr eredményei
- 2003-ban ezüstérmes a világbajnokságon félnehézsúlyban, a döntőben a kétszeres világbajnok orosz Jevgenyij Makarenkótól szenvedett vereséget.
- 2004-ben ezüstérmes az olimpián félnehézsúlyban, a döntőben az amerikai Andre Wardtól szenvedett vereséget.

## Profi karrierje
2005-ben kezdte profi karrierjét, tizenegy mérkőzést nyert meg, kettőt veszített el.